# Marinus Boezem

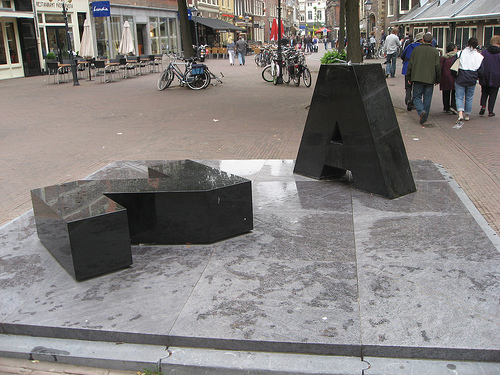
AZ (2007) à Haarlem

Marinus Boezem est un artiste néerlandais né en 1934 à Leerdam. Il est connu pour ses sculptures, installations et ses œuvres in-situ pensées dans la durée. Il a participé aux côtés de Richard Long, Barry Flanagan, Dennis Oppenheim, Robert Smithson, Jan Dibbets, Walter De Maria et Michael Heizer à l'exposition télévisuelle Land Art créée par le vidéaste allemand Gerry Schum en 1969.

## Œuvres
- Untitled, 1968
- Sand Fountain, 1969
- Signing the sky above the port of  Amsterdam[2], 1969, triptyque, 122 x 145 cm (chaque photo), Musée d'art de Toulon.
- The Absence of the Artist[3], 1970
- De Groene Kathedraal, 1978-1996